# Speocera bovenlanden
Speocera bovenlanden är en spindelart som beskrevs av Christa L. Deeleman-Reinhold 1995. Speocera bovenlanden ingår i släktet Speocera och familjen Ochyroceratidae. Inga underarter finns listade i Catalogue of Life.